# La calle (relato)
La calle (título original en inglés: The Street) es una historia corta del escritor estadounidense de terror H. P. Lovecraft. En ella se incluye el motivo de la "casa maldita" y ha sido considerado un relato con fuertes matices racistas y xenófobos.

## Elaboración y publicación
Escrita a finales de 1919, fue publicada por primera vez en la edición de diciembre de 1920 de la revista Wolverine Amateur Journal y reeditado por Arkham House en la antología de 1959 The Shuttered Room and Other Pieces.

## Argumento
El relato se ubica en una vieja calle de Nueva Inglaterra, presumiblemente de la ciudad de Boston, que con el transcurrir histórico va deteriorándose y degenerándose gradualmente, pasando de albergar hermosas casas a espantosas viviendas en pésimo estado.
Tras la Primera Guerra Mundial, la calle se convierte en la guarida de una comunidad de inmigrantes que planean la destrucción del sistema durante el Día de la Independencia. Llegado el momento, los criminales se reúnen para actuar pero, antes de comenzar, todas las casas embrujadas de la calle se derrumban simultáneamente sobre ellos, matándolos a todos. Un poeta y un viajero que acudieron con la enorme multitud a ver la escena, contaron después extrañas historias sobre visiones de un antiguo paisaje en el que se pudo discernir la luna, casas hermosas y árboles venerables, así como una delicada fragancia como de rosas en flor.